# Jeux équestres mondiaux
Pour les articles homonymes, voir JEM.
Les Jeux équestres mondiaux (en anglais, World Equestrian Games ou JEM) se disputent une fois tous les quatre ans, en année paire, en alternance avec les Jeux olympiques. Ils regroupent en un même lieu et sur une période donnée les championnats des huit disciplines équestres reconnues par la Fédération équestre internationale (FEI). Organisés pour la première fois en 1990 à Stockholm en Suède, ils remplacent les championnats du monde dans chaque discipline l’année où ils ont lieu.
Presque aussi importants que les Jeux olympiques dans les sports équestres, les Jeux équestres mondiaux réunissent jusqu'à 600 000 spectateurs sur place.

## Histoire
Les premiers jeux équestres mondiaux se tiennent pour la première fois en 1990 à Stockholm dans l’objectif de regrouper en un même lieu et sur une période donnée les six disciplines équestres de la FEI : le dressage, le saut d’obstacles, le concours complet, l’attelage, l’endurance et la voltige. Les éditions de 1994 et 1998 se déroulent sur le même format que la première édition des jeux. C’est en 2002 qu’une nouvelle discipline fait son entrée dans les jeux : le reining, faisant ainsi passer les jeux à sept disciplines représentées. En 2006, les jeux font l’objet d’une grosse couverture médiatique et de l’utilisation d’équipements éprouvés, alors que les éditions précédentes se déroulaient sur des sites temporaires. L’édition de 2010 marque un tournant dans l’organisation des jeux. Il s’agit en effet de la première fois dans l’histoire où les jeux sont organisés sur un continent autre que l’Europe. C’est également lors de cette édition que le nombre de disciplines passe de sept à huit, avec l’arrivée du dressage para-équestre. 

## Éditions
Les jeux équestres mondiaux se disputent une fois tous les quatre ans, en année paire, en alternance avec les Jeux olympiques. Ils remplacent les championnats du monde dans chaque discipline l’année où ils ont lieu. Le site même des jeux est attribué à une ville différente à chaque nouvelle édition.
| N° | Année | Lieu                     |
| -- | ----- | ------------------------ |
| 1  | 1990  | Stockholm                |
| 2  | 1994  | La Haye                  |
| 3  | 1998  | Rome                     |
| 4  | 2002  | Jerez de la Frontera     |
| 5  | 2006  | Aix-la-Chapelle          |
| 6  | 2010  | Lexington                |
| 7  | 2014  | Caen et Basse-Normandie  |
| 8  | 2018  | Tryon,                   |
| 9  | 2022  | Herning et Rocca di Papa |
| 10 | 2026  | Aix-la-Chapelle et AlUla |

## Disciplines
Le nombre de disciplines présentes aux JEM a évolué avec les années et les différentes éditions. Depuis 2010, huit disciplines équestres sont représentées : le saut d’obstacles, le dressage, le complet, l’endurance, l’attelage, la voltige, le reining et le dressage para-équestre. Le horseball et le polo, pourtant disciplines de la FEI, ne font pas partie des disciplines en compétition pour les jeux.

## Épreuves

### Attelage
L’attelage est une discipline dans laquelle le meneur doit faire réaliser à ses chevaux et à la voiture qu’ils tirent plusieurs parcours testant l’élégance et la maniabilité de l’ensemble.
Aux jeux équestres mondiaux, les attelages sont composés de quatre chevaux. Trois épreuves bien distinctes entrent en compte pour le classement final individuel et par équipe :
- Dressage
- Marathon
- Maniabilité

Les trois épreuves servent à établir le classement individuel et par équipe. Chaque nation peut avoir une équipe et prétendre au titre si elle possède entre deux et trois attelages.

### Concours complet d'équitation (CCE)
Le concours complet est une discipline composée de trois épreuves bien distinctes qui combinent plusieurs disciplines : le dressage, le cross et le saut d’obstacles. Cette pluralité de disciplines nécessite de fait un cavalier et un cheval très polyvalents.
Tout comme en attelage, ce sont les résultats des trois épreuves (dressage, cross, saut d'obstacles) qui permettent d'obtenir un classement individuel et par équipe. Le classement s’établit sur un système de « pénalités » réalisées au cours des trois jours d’épreuves ; le couple ayant réalisé le moins de pénalités est désigné vainqueur.

### Dressage
La discipline du dressage consiste à éprouver le couple cavalier-cheval dans l’exécution enchainée de plusieurs mouvements et ainsi mettre en évidence d’un côté la légèreté et la soumission du cheval et de l’autre la parfaite maitrise du cavalier. L’ensemble des mouvements constitue une « reprise » qui s’exécute sur une carrière délimitée de 60 m par 20 m, nommé « rectangle », sur laquelle des lettres ont été disposées afin de servir de repères.
Les JEM présentent le plus haut niveau de compétition en dressage. Trois classements permettent de remporter des médailles, deux individuelles et une par équipe :
- Grand Prix Spécial
- Reprise Libre en Musique (RLM ou Kür)
- Équipe

Le classement par équipe se déroule sur la base du Grand Prix Spécial, avec la participation de trois ou quatre couples cavalier-cheval par pays.

### Dressage para-équestre
Le dressage para-équestre est ajouté pour la première fois aux jeux équestres mondiaux de 2010. Cette discipline répond aux mêmes exigences que le dressage classique à la seule différence qu’elle est réservée aux cavaliers handisports qui sont répartis en quatre catégories, nommées « grades », suivant leur niveau de handicap. Les reprises présentées sont adaptées et leur complexité décroissante en fonction de l’importance du handicap.
Lors des jeux, pour chaque grade, la compétition se décompose en trois épreuves : une épreuve par équipes, une reprise individuelle imposée et une reprise individuelle en musique.

### Endurance
L’endurance est une discipline équestre dans laquelle le but est de parcourir une longue distance sur un itinéraire déterminé tout en conservant une monture en parfait état de santé.
L’épreuve d’endurance représentée aux JEM consiste en un marathon de 160 kilomètres à réaliser en une seule journée, découpé en cinq boucles à l’issue desquelles un contrôle vétérinaire est réalisé autorisant ou non la poursuite de la course. Il existe un classement individuel et un classement par équipe. Les trois meilleurs cavaliers de chaque nation sont retenus pour le classement par équipe. Si une nation engage moins de trois cavaliers ou si l’abandon ou l’élimination entraine une diminution du nombre d’équipiers à moins de trois, alors la nation ne participe pas au classement par équipe.

### Reining
Présente depuis l'édition de 2002 à Jerez, le reining est l’une des disciplines pratiquées en équitation western. Sur le même principe qu’une épreuve de dressage classique, le couple cavalier-cheval doit effectuer successivement différents mouvements imposés. Les mouvements composant le « pattern » sont des éléments typiques de l’équitation western. La polyvalence du cheval, son énergie et l’harmonie  l’unissant à son cavalier sont les critères recherchés.

### Saut d'obstacles
Le saut d’obstacles consiste, comme son nom l’indique, au franchissement de plusieurs obstacles mobiles dans un ordre préétabli et ce le plus rapidement possible. Les barres renversées, les refus et le temps minimum dépassé constituent autant de pénalités affectant le résultat du couple.
Deux titres sont décernés lors des JEM : un titre individuel et un titre par équipe. La compétition est composée de trois épreuves successives pour terminer sur une finale à quatre cavaliers. Chaque équipe est composée de trois ou quatre cavaliers.

### Voltige en cercle
Dans la voltige en cercle, un gymnaste effectue différentes figures sur le dos d’un cheval au galop tenu en longe. Cette discipline demande une grande souplesse de la part du voltigeur et se pratique individuellement ou en équipe.
La voltige est la seule discipline des jeux équestres dans laquelle un classement par sexe est établi. Il existe quatre compétitions donnant lieu à quatre classements distincts :
- Individuelle femmes
- Individuelle hommes
- « Pas de deux »
- Équipe

Chaque compétition individuelle se découpe en quatre épreuves successives : une reprise imposée, une libre, une technique, et de nouveau une libre. Les équipes, quant à elles, doivent réaliser une reprise imposée et deux reprises libres. Le jugement porte sur les réalisations du voltigeur mais également sur celles du cheval et sa régularité.

## Tableau des médailles
Mis à jour après l'édition 2018
|                    | Nation               | Or | Argent | Bronze | Total |
| ------------------ | -------------------- | -- | ------ | ------ | ----- |
| 1                  | Allemagne            | 26 | 14     | 20     | 60    |
| 2                  | États-Unis           | 12 | 14     | 8      | 34    |
| 3                  | Royaume-Uni          | 12 | 12     | 11     | 35    |
| 4                  | Pays-Bas             | 11 | 12     | 7      | 30    |
| 5                  | France               | 8  | 15     | 4      | 27    |
| 6                  | Nouvelle-Zélande     | 5  | 1      | 2      | 8     |
| 7                  | Allemagne de l'Ouest | 4  | 4      | 4      | 12    |
| 8                  | Suisse               | 4  | 2      | 2      | 8     |
| 9                  | Belgique             | 3  | 5      | 2      | 10    |
| 10                 | Espagne              | 2  | 2      | 2      | 6     |
| 11                 | Suède                | 2  | 1      | 7      | 10    |
| 12                 | Émirats arabes unis  | 2  | 1      | 1      | 4     |
| 13                 | Danemark             | 1  | 5      | 4      | 10    |
| 14                 | Canada               | 1  | 3      | 3      | 7     |
| 15                 | Australie            | 1  | 1      | 6      | 8     |
| 16                 | Brésil               | 1  | –      | –      | 1     |
| 16                 | Irlande              | 1  | –      | –      | 1     |
| 18                 | Italie               | –  | 2      | 3      | 5     |
| 19                 | Autriche             | –  | 1      | 3      | 4     |
| 20                 | Finlande             | –  | 1      | 2      | 3     |
| 21                 | Hongrie              | –  | 1      | 1      | 2     |
| 22                 | Arabie saoudite      | –  | 1      | –      | 1     |
| 22                 | Union soviétique     | –  | 1      | –      | 1     |
| 24                 | Norvège              | –  | –      | 1      | 1     |
| 24                 | Portugal             | –  | –      | 1      | 1     |
| 24                 | Slovaquie            | –  | –      | 1      | 1     |
| Total (26 nations) | Total (26 nations)   | 96 | 99     | 95     | 290   |

## Sponsoring
Depuis 2010, les jeux équestres mondiaux font l’objet d’un sponsoring de type partenaire titre qui associe le nom d’une entreprise à celui d’un événement. La société Alltech, spécialisée dans la nutrition et la santé du cheval, était ainsi le sponsor officiel des jeux, rebaptisés pour l’occasion « Jeux Équestres Mondiaux FEI Alltech » lors des éditions 2010 et 2014.